# 12 de agosto nos Jogos Olímpicos de Verão de 2016
12 de agosto de 2016 nos Jogos Olímpicos de Verão de 2016 é o décimo dia de competições.

## Esportes
| - Atletismo - Badminton - Basquetebol - Boxe - Ciclismo - Esgrima - Futebol - Ginástica - Golfe | - Halterofilismo - Handebol - Hipismo - Hóquei sobre a grama - Judô - Natação - Polo aquático - Remo | - Saltos ornamentais - Tênis - Tênis de mesa - Tiro - Tiro com arco - Vela - Voleibol - Voleibol de praia |

## Campeões do dia
| Evento                                       | Ouro | Prata | Bronze |
| -------------------------------------------- | --- | --- | --- |
| Hipismo - Adestramento por equipes           | Sönke Rothenberger - Cosmo Dorothee Schneider - Showtime FRH Kristina Bröring-Sprehe - Desperados FRH Isabell Werth - Weihegold Old GER Alemanha | Spencer Wilton - Super Nova II Fiona Bigwood - Orthilia Carl Hester - Nip Tuck Charlotte Dujardin - Valegro GBR Grã-Bretanha | Allison Brock - Rosevelt Kasey Perry-Glass - Dublet Steffen Peters - Legolas 92 Laura Graves - Verdades USA Estados Unidos |
| Remo - Skiff duplo feminino                  | Magdalena Fularczyk-Kozłowska Natalia Madaj POL Polônia                                                                                          | Victoria Thornley Katherine Grainger GBR Grã-Bretanha                                                                        | Donata Vištartaitė Milda Valčiukaitė LTU Lituânia                                                                          |
| Remo - Skiff duplo leve masculino            | Pierre Houin Jeremie Azou FRA França | Gary O'Donovan Paul O'Donovan IRL Irlanda                                                                                    | Kristoffer Brun Are Strandli NOR Noruega                                                                                   |
| Tiro - Carabina deitado 50 m masculino       | Henri Junghänel GER Alemanha | Kim Jong-hyun KOR Coreia do Sul                                                                                              | Kirill Grigoryan RUS Rússia                                                                                                |
| Remo - Dois sem feminino                     | Helen Glover Heather Stanning GBR Grã-Bretanha                                                                                                   | Genevieve Behrent Rebecca Scown NZL Nova Zelândia                                                                            | Hedvig Rasmussen Anne Andersen DEN Dinamarca                                                                               |
| Atletismo - 10.000 metros feminino           | Almaz Ayana ETH Etiópia | Vivian Cheruiyot KEN Quênia                                                                                                  | Tirunesh Dibaba ETH Etiópia                                                                                                |
| Remo - Quatro sem masculino                  | Alex Gregory Mohamed Sbihi George Nash Constantine Louloudis GBR Grã-Bretanha                                                                    | William Lockwood Josh Dunkley-Smith Josh Booth Alexander Hill AUS Austrália                                                  | Domenico Montrone Matteo Castaldo Matteo Lodo Giuseppe Vicino ITA Itália                                                   |
| Atletismo - 20 km marcha atlética masculina  | Zhen Wang CHN China | Zelin Cai CHN China | Dane Bird-Smith AUS Austrália                                                                                              |
| Tiro - Skeet feminino                        | Diana Bacosi ITA Itália | Chiara Cainero ITA Itália | Kim Rhode USA Estados Unidos                                                                                               |
| Halterofilismo - Até 75 kg feminino          | Rim Jong-sim PRK Coreia do Norte | Darya Naumava BLR Bielorrússia                                                                                               | Lidia Valentín ESP Espanha                                                                                                 |
| Ginástica de trampolim - Feminino            | Rosie MacLennan CAN Canadá | Bryony Page GBR Grã-Bretanha                                                                                                 | Li Dan CHN China |
| Tênis - Duplas masculinas                    | Marc Lopez Rafael Nadal ESP Espanha | Horia Tecău Florin Mergea ROM Romênia                                                                                        | Steve Johnson Jack Sock USA Estados Unidos                                                                                 |
| Judô - Mais de 78 kg                         | Émilie Andéol FRA França | Idalys Ortiz CUB Cuba | Kanae Yamabe JPN Japão Yu Song CHN China                                                                                   |
| Judô - Mais de 100 kg                        | Teddy Riner FRA França | Hisayoshi Harasawa JPN Japão                                                                                                 | Rafael Silva BRA Brasil Or Sasson ISR Israel                                                                               |
| Tiro com arco- Individual masculino          | Ku Bon-chan KOR Coreia do Sul | Jean-Charles Valladont FRA França                                                                                            | Brady Ellison USA Estados Unidos                                                                                           |
| Ciclismo - Velocidade por Equipes            | Gong Jinjie Zhong Tianshi CHN China | Daria Shmeleva Anastasiia Voinova RUS Rússia                                                                                 | Miriam Welte Kristina Vogel GER Alemanha                                                                                   |
| Esgrima - Florete por equipes masculino      | Dmitry Zherebchenko Timur Safin Artur Akhmatkhuzin Aleksey Cheremisinov RUS Rússia                                                               | Jérémy Cadot Enzo Lefort Erwan Le Péchoux Jean-Paul Tony Helissey FRA França                                                 | Miles Chamley-Watson Race Imboden Alexander Massialas Gerek Meinhardt USA Estados Unidos                                   |
| Ciclismo - Perseguição por equipes masculino | Ed Clancy Steven Burke Owain Doull Bradley Wiggins GBR Grã-Bretanha                                                                              | Alexander Edmondson Jack Bobridge Michael Hepburn Sam Welsford Callum Scotson AUS Austrália                                  | Lasse Norman Hansen Niklas Larsen Frederik Madsen Casper von Folsach Rasmus Quaade DEN Dinamarca                           |
| Halterofilismo - Até 85 kg masculino         | Kianoush Rostami IRI Irã | Tian Tao CHN China | Gabriel Sîncrăian ROU Romênia                                                                                              |
| Atletismo - Arremesso de peso feminino       | Michelle Carter USA Estados Unidos | Valerie Adams NZL Nova Zelândia                                                                                              | Anita Marton HUN Hungria                                                                                                   |
| Natação - 200 m costas feminino              | Maya DiRado USA Estados Unidos | Katinka Hosszú HUN Hungria                                                                                                   | Hilary Caldwell CAN Canadá                                                                                                 |
| Natação - 100 m borboleta masculino          | Joseph Schooling SIN Singapura | Michael Phelps USA Estados Unidos Chad le Clos RSA África do Sul László Cseh HUN Hungria                                     | Não entregue: empate na prata                                                                                              |
| Natação - 800 m livre feminino               | Katie Ledecky USA Estados Unidos | Jazmin Carlin GBR Grã-Bretanha                                                                                               | Boglárka Kapás HUN Hungria                                                                                                 |
| Natação - 50 m livre masculino               | Anthony Ervin USA Estados Unidos | Florent Manaudou FRA França                                                                                                  | Nathan Adrian USA Estados Unidos                                                                                           |